# Rancho Mesa Verde
Rancho Mesa Verde – jednostka osadnicza w Stanach Zjednoczonych, w stanie Arizona, w hrabstwie Yuma.